# Hernandaria
Genre
Synonymes
- Apembolephaenus Holmberg, 1909
- Proampycus Roewer, 1917
- Proweyhia Mello-Leitão, 1927
- Metaxundarava Mello-Leitão, 1927

Hernandaria est un genre d'opilions laniatores de la famille des Gonyleptidae.

## Distribution
Les espèces de cette sous-famille se rencontrent au Brésil, en Argentine et au Paraguay.

## Liste des espèces
Selon World Catalogue of Opiliones (25/08/2021) :
- Hernandaria anitagaribaldiae DaSilva & Pinto-da-Rocha, 2010
- Hernandaria armatifrons (Roewer, 1917)
- Hernandaria chicomendesi DaSilva & Pinto-da-Rocha, 2010
- Hernandaria heloisae (Soares, 1945)
- Hernandaria scabricula Sørensen, 1884
- Hernandaria setulosa (Mello-Leitão, 1933)
- Hernandaria sundermannorum DaSilva & Pinto-da-Rocha, 2010
- Hernandaria una (Mello-Leitão, 1927)
- Hernandaria zumbii DaSilva & Pinto-da-Rocha, 2010

## Publication originale
- Sørensen, 1884 : « Opiliones Laniatores (Gonyleptides W. S. Olim) Musei Hauniensis. » Naturhistorisk Tidsskrift, vol. 14, p. 555–646.